# SN 2010br
SN 2010br – supernowa typu Ib/c odkryta 10 kwietnia 2010 roku w galaktyce NGC 4051. W momencie odkrycia miała maksymalną jasność 17,70m.